# Ouvertures latérales du IVe ventricule

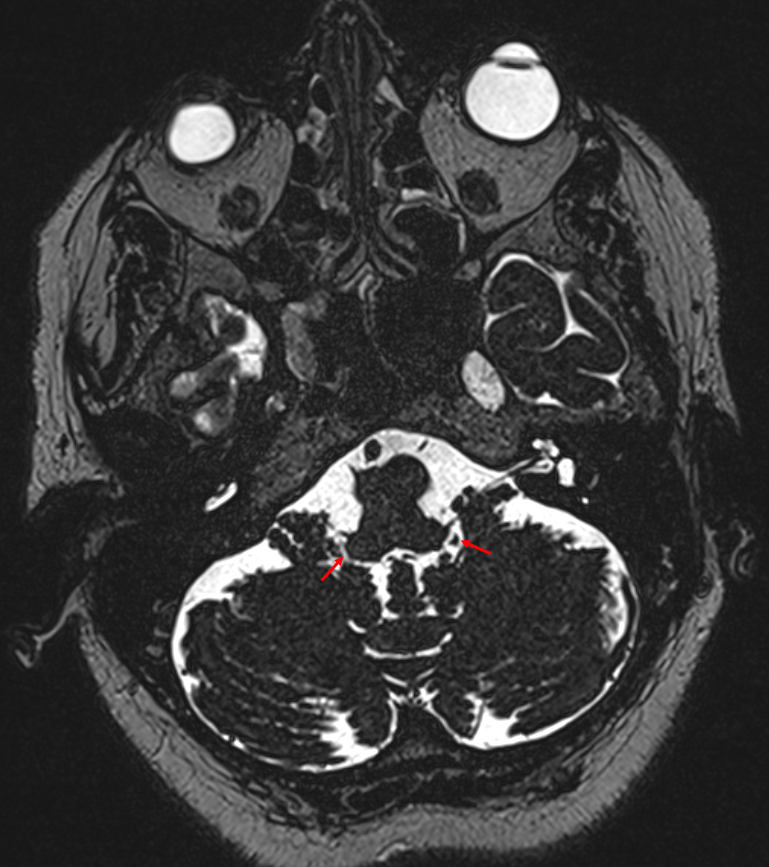
Image IRM du Foramen Luschkae

Les ouvertures latérales du IVe ventricule sont des ouvertures au niveau des cornes latérales du IVe ventricule, permettant le passage du liquide cérébro-spinal. Ils étaient anciennement appelés trous ou foramina de Luschka, ou bien foramina de Retzius.
Ils ont été décrits au XIXe siècle par Hubert von Luschka.
Leur existence physiologique est contestée, certains estimant qu'ils apparaissent uniquement en cas d'hyperpression ventriculaire.